# Barza (okręg Aluta)
Barza – wieś w Rumunii, w okręgu Aluta, w gminie Tufeni. W 2011 roku liczyła 668 mieszkańców. 